# 28. ceremonia wręczenia nagród Brytyjskiej Akademii Filmowej
28. ceremonia rozdania nagród Brytyjskiej Akademii Sztuk Filmowych i Telewizyjnych.
 Najwięcej statuetek (po 3) otrzymały filmy Chinatown, Morderstwo w Orient Expressie i Wielki Gatsby.

## Laureaci
Laureaci oznaczeni są wytłuszczeniem

### Najlepszy film
- Lacombe Lucien
- Chinatown
- Morderstwo w Orient Expressie
- Ostatnie zadanie

### Najlepszy aktor
- Jack Nicholson − Chinatown, Ostatnie zadanie
- Albert Finney − Morderstwo w Orient Expressie
- Gene Hackman − Rozmowa
- Al Pacino − Serpico

### Najlepsza aktorka
- Joanne Woodward − Letnie życzenia, zimowe marzenia
- Faye Dunaway − Chinatown
- Barbra Streisand − Tacy byliśmy
- Cicely Tyson − Autobiografia panny Jane Pittman

### Najlepsza aktor drugoplanowy
- John Gielgud − Morderstwo w Orient Expressie
- Adam Faith − Gwiezdny pył
- John Huston − Chinatown
- Randy Quaid − Ostatnie zadanie

### Najlepsza aktorka drugoplanowa
- Ingrid Bergman − Morderstwo w Orient Expressie
- Sylvia Sidney − Letnie życzenia, zimowe marzenia
- Sylvia Syms − Ziarnko tamaryszku
- Cindy Williams − Amerykańskie graffiti

### Najlepsza reżyseria
- Roman Polański − Chinatown
- Francis Ford Coppola − Rozmowa
- Louis Malle − Lacombe Lucien
- Sidney Lumet − Morderstwo w Orient Expressie, Serpico

### Najlepszy scenariusz
- Robert Towne − Chinatown, Ostatnie zadanie
- Louis Malle, Patrick Modiano − Lacombe Lucien
- Mel Brooks, Norman Steinberg, Andrew Bergman, Richard Pryor, Alan Uger − Płonące siodła
- Francis Ford Coppola − Rozmowa

### Najlepsze zdjęcia
- Douglas Slocombe − Wielki Gatsby
- John A. Alonzo − Chinatown
- Geoffrey Unsworth − Morderstwo w Orient Expressie, Zardoz
- David Watkin − Trzej muszkieterowie

### Najlepsza scenografia/dekoracja wnętrz
- John Box − Wielki Gatsby
- Richard Sylbert − Chinatown
- Tony Walton − Morderstwo w Orient Expressie
- Brian Eatwell − Trzej muszkieterowie

### Najlepsze kostiumy
- Theoni V. Aldredge − Wielki Gatsby
- Anthea Sylbert − Chinatown
- Tony Walton − Morderstwo w Orient Expressie
- Yvonne Blake − Trzej muszkieterowie

### Najlepszy dźwięk
- Art Rochester, Nathan Boxer, Michael Evje, Walter Murch − Rozmowa
- Christopher Newman, Jean-Louis Ducarme, Robert Knudson, Fred J. Brown, Bob Fine, Ross Taylor, Ron Nagel, Doc Siegel, Gonzalo Gavira, Hal Landaker − Egzorcysta
- Melvin M. Metcalfe Sr., Ronald Pierce − Trzęsienie ziemi
- Alan Soames, Rydal Love, Michael Crouch, John W. Mitchell, Gordon K. McCallum − Złoto

### Najlepszy montaż
- Walter Murch, Richard Chew − Rozmowa
- Sam O’Steen − Chinatown
- Anne V. Coates − Morderstwo w Orient Expressie
- John Victor-Smith − Trzej muszkieterowie

### Nagroda im. Anthony’ego Asquita za muzykę
- Richard Rodney Bennett − Morderstwo w Orient Expressie
- Jerry Goldsmith − Chinatown
- Francis Lai − Szczęśliwego Nowego Roku
- Michel Legrand − Trzej muszkieterowie
- Mikis Theodorakis − Serpico

### Najbardziej obiecujący debiut aktorski w głównej roli
- Georgina Hale − Mahler
- Cleavon Little − Płonące siodła
- Sissy Spacek − Badlands

## Podsumowanie
Laureaci

Nagroda / Nominacja

- 3 / 3 – Wielki Gatsby
- 3 / 10 – Morderstwo w Orient Expressie
- 3 / 11 – Chinatown
- 2 / 4 – Ostatnie zadanie
- 2 / 5 – Rozmowa
- 1 / 2 – Letnie życzenia, zimowe marzenia
- 1 / 3 – Lacombe Lucien
- 1 / 5 – Nashville
- 1 / 7 – Szczęki

Przegrani

- 0 / 2 – Płonące siodła
- 0 / 3 – Serpico
- 0 / 5 – Trzej muszkieterowie